# Cephalochrysa canadensis
Cephalochrysa canadensis är en tvåvingeart som först beskrevs av Charles Howard Curran 1927.  Cephalochrysa canadensis ingår i släktet Cephalochrysa och familjen vapenflugor. Inga underarter finns listade i Catalogue of Life.